# Straat Nevelskoj

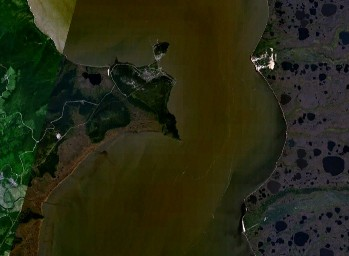
Satellietafbeelding van de zeestraat

De Straat Nevelskoj (Russisch: пролив Невельского; proliv Nevelskogo) is een zeestraat tussen het Russische vasteland van Eurazië en het Russische eiland Sachalin die de Tatarensont verbindt met de Amoer-liman (het estuarium van de Amoer). De straat heeft een lengte van ongeveer 56 kilometer, een minimale breedte van 7,3 kilometer en een diepte van 7,2 meter. De straat is vernoemd naar Gennadi Nevelskoj die de straat in 1849 ontdekte voor het Russische Rijk.
Ten tijde van Stalin waren er plannen voor een tunnel onder de zeestraat.